# 杜布罗夫卡 (弗谢沃洛日斯克区)
杜布罗夫卡（羅馬化：Dubrovka）是俄罗斯列宁格勒州的市级镇，属弗谢沃洛日斯克区，地处列宁格勒州中西部涅瓦河畔，位于区行政中心弗谢沃洛日斯克东南方，在州府圣彼得堡东偏南、加特契纳东北方。同名小河在该地汇入涅瓦河。
该地2021年人口有7,469人；2010年人口6,693；2002年人口5,432；1989年人口6,093。